# St. Louis Film Critics Association Awards 2012
I vincitori della 9ª edizione St. Louis Film Critics Association Awards sono stati annunciati l'11 dicembre 2012.

## Vincitori, secondi e candidati

### Miglior film
- Argo, regia di Ben Affleck
- 2º classificato: Vita di Pi (Life of Pi), regia di Ang Lee
- 2º classificato: Lincoln, regia di Steven Spielberg
- Django Unchained, regia di Quentin Tarantino
- Moonrise Kingdom - Una fuga d'amore (Moonrise Kingdom), regia di Wes Anderson
- Zero Dark Thirty, regia di Kathryn Bigelow

### Miglior attore
- Daniel Day-Lewis - Lincoln
- 2º classificato: John Hawkes - The Sessions - Gli incontri (The Sessions)
- Bradley Cooper - Il lato positivo - Silver Linings Playbook (Silver Linings Playbook)
- Jamie Foxx - Django Unchained
- Joaquin Phoenix - The Master
- Denzel Washington - Flight

### Miglior attore non protagonista
- Christoph Waltz - Django Unchained
- 2º classificato: Tommy Lee Jones - Lincoln
- Alan Arkin - Argo
- John Goodman - Argo
- William H. Macy - The Sessions - Gli incontri (The Sessions)
- Bruce Willis - Moonrise Kingdom - Una fuga d'amore (Moonrise Kingdom)

### Miglior attrice
- Jessica Chastain - Zero Dark Thirty
- 2º classificato: Jennifer Lawrence - Il lato positivo - Silver Linings Playbook (Silver Linings Playbook)
- Helen Mirren - Hitchcock
- Aubrey Plaza - Safety Not Guaranteed
- Quvenzhané Wallis - Re della terra selvaggia (Beasts of the Southern Wild)

### Miglior attrice non protagonista
- Ann Dowd - Compliance (ex aequo)
- Helen Hunt - The Sessions - Gli incontri (The Sessions) (ex aequo)
- Amy Adams - The Master
- Sally Field - Lincoln
- Anne Hathaway - Les Misérables
- Emma Watson - Noi siamo infinito (The Perks of Being a Wallflower)

### Miglior regista
- Ben Affleck - Argo
- 2º classificato (ex aequo): Quentin Tarantino - Django Unchained
- 2º classificato (ex aequo): Benh Zeitlin - Re della terra selvaggia (Beasts of the Southern Wild)
- Wes Anderson - Moonrise Kingdom - Una fuga d'amore (Moonrise Kingdom)
- Kathryn Bigelow - Zero Dark Thirty
- Ang Lee - Vita di Pi (Life of Pi)

### Migliore adattamento della sceneggiatura
- Tony Kushner - Lincoln (ex aequo)
- David O. Russell - Il lato positivo - Silver Linings Playbook (Silver Linings Playbook) (ex aequo)
- Chris Terrio - Argo
- Lucy Alibar e Benh Zeitlin - Re della terra selvaggia (Beasts of the Southern Wild)
- David Magee - Vita di Pi (Life of Pi)
- Stephen Chbosky - Noi siamo infinito (The Perks of Being a Wallflower)

### Migliore sceneggiatura originale
- Mark Boal - Zero Dark Thirty
- 2º classificato: Quentin Tarantino - Django Unchained
- Joss Whedon e Drew Goddard - Quella casa nel bosco  (The Cabin in the Woods)
- Wes Anderson e Roman Coppola - Moonrise Kingdom - Una fuga d'amore (Moonrise Kingdom)
- Martin McDonagh - 7 psicopatici (Seven Psychopaths)

### Miglior fotografia
- Roger Deakins - Skyfall
- 2º classificato: Claudio Miranda - Vita di Pi (Life of Pi)
- Ben Richardson - Re della terra selvaggia (Beasts of the Southern Wild)
- Frank Griebe e John Toll - Cloud Atlas
- Robert Richardson - Django Unchained
- Mihai Mala(imare Jr. - The Master

### Migliori musiche
- Django Unchained (ex aequo)
- Moonrise Kingdom - Una fuga d'amore (Moonrise Kingdom) (ex aequo)
- Re della terra selvaggia (Beasts of the Southern Wild)
- Cloud Atlas
- Il cavaliere oscuro - Il ritorno (The Dark Knight Rises)
- Not Fade Away

### Miglior film in lingua straniera
- Quasi amici - Intouchables (Intouchables), regia di Olivier Nakache e Éric Toledano • Francia
- 2º classificato (ex aequo): La fée, regia di Dominique Abel, Fiona Gordon e Bruno Romy • Francia / Belgio
- 2º classificato  (ex aequo): Headhunters - Il cacciatore di teste (Hodejegerne), regia di Morten Tyldum • Norvegia
- Holy Motors, regia di Leos Carax  • Francia / Germania
- Il ragazzo con la bicicletta (Le Gamin au vélo), regia di Jean-Pierre e Luc Dardenne • Belgio / Francia / Italia

### Miglior film di animazione
- Ralph Spaccatutto (Wreck-It Ralph), regia di Rich Moore
- 2º classificato: ParaNorman, regia di Sam Fell e Chris Butler
- Ribelle - The Brave (Brave), regia di Mark Andrews, Brenda Chapman e Steve Purcell
- Frankenweenie, regia di Tim Burton
- Le 5 leggende (Rise of the Guardians), regia di Peter Ramsey

### Migliore scena
- Django Unchained: la scena dei problemi con la maschera della finta setta (ex aequo)
- Hitchcock: Anthony Hopkins per la conduzione delle riprese durante la scena della doccia di Psyco (ex aequo)
- The Impossible: la scena di apertura dello tsunami (ex aequo)
- The Master: la scena della prima discussione fra Philip Seymour Hoffman e Joaquin Phoenix (ex aequo)
- Re della terra selvaggia (Beasts of the Southern Wild): la scena dell'uragano e di Wink che spara
- Flight: la scena dell'incidente aereo

### Migliori effetti speciali
- Vita di Pi (Life of Pi)
- 2º classificato: The Avengers
- Cloud Atlas
- Prometheus
- Biancaneve e il cacciatore (Snow White and the Huntsman)

### Miglior documentario
- Searching for Sugar Man, regia di Malik Bendjelloul
- 2º classificato (ex aequo): Ai Weiwei: Never Sorry (艾未未：道歉你妹), regia di Alison Klayman
- 2º classificato (ex aequo): Bully, regia di Lee Hirsch
- 2º classificato (ex aequo): AIDS - Cronaca di una rivoluzione (How to Survive a Plague), regia di David France
- Jiro Dreams of Sushi, regia di David Gelb

### Migliore commedia
- Moonrise Kingdom - Una fuga d'amore (Moonrise Kingdom), regia di Wes Anderson (ex aequo)
- Ted, regia di Seth MacFarlane (ex aequo)
- Quella casa nel bosco (The Cabin in the Woods), regia di Drew Goddard
- 7 psicopatici (Seven Psychopaths), regia di Martin McDonagh
- Ralph Spaccatutto (Wreck-It Ralph), regia di Rich Moore

### Miglior film d'autore
- Compliance, regia di Craig Zobel (ex aequo)
- Safety Not Guaranteed, regia di Colin Trevorrow (ex aequo)
- Bernie, regia di Richard Linklater
- La fée, regia di Dominique Abel, Fiona Gordon e Bruno Romy
- Sleepwalk with Me, regia di Mike Birbiglia
- Take This Waltz, regia di Sarah Polley